# 萨穆埃尔·克尼亚日科

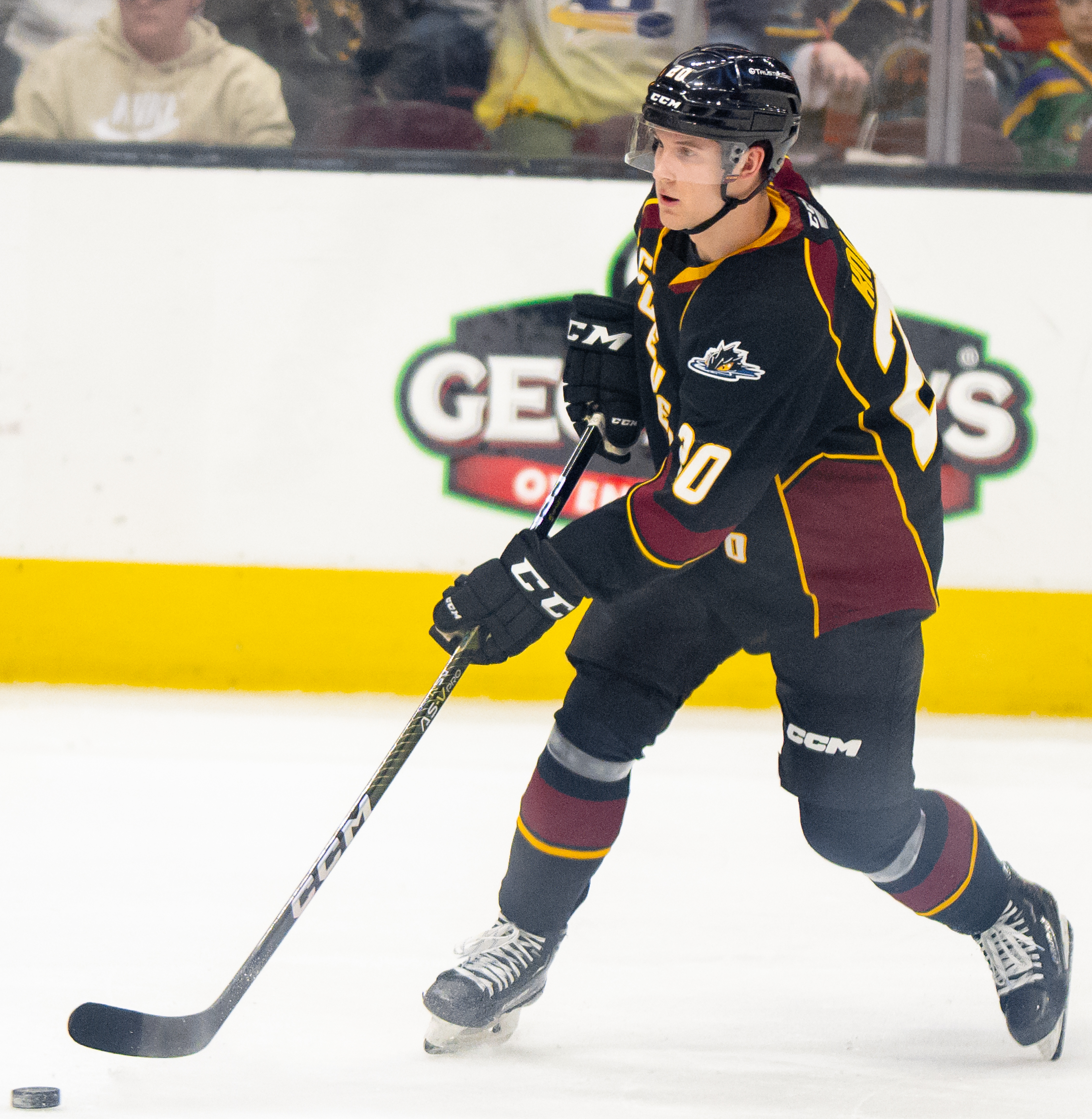

萨穆埃尔·克尼亚日科（2002年8月7日—），斯洛伐克男子冰球运动员。他曾代表斯洛伐克国家队参加2022年冬季奥林匹克运动会冰球比赛，获得一枚铜牌。